# Лахны (Тверская область)
Лахны — деревня в Торопецком районе Тверской области. Входит в состав Кудрявцевского сельского поселения.

## География
Деревня расположена в 42 километрах к западу от города Торопец и в 4 километрах к северу от деревни Озерец. Примыкает к деревне Яшутино.
Климат
Деревня, как и весь район, относится к умеренному поясу северного полушария и находится в области переходного климата от океанического к материковому. Лето с температурным режимом +15…+20 °С (днём +20…+25 °С), зима умеренно-морозная −10…−15 °С; при вторжении арктических воздушных масс до −30…-40 °С.
Среднегодовая скорость ветра 3,5—4,2 метра в секунду.

## История
На топографической карте Фёдора Шуберта 1867—1906 годов обозначена деревня Лахново. Имела 5 дворов.
В списке населённых мест Торопецкого уезда Псковской губернии за 1885 год значится деревня Лохны (Лахново, Шлыки). Располагалась при реке Озеречке в 37 верстах от уездного города. Имела 3 двора и 29 жителей.
На карте РККА 1923—1941 годов обозначена деревня Лохны. Имела 11 дворов.

## Население
| 2010 |
| ---- |
| 1    |

По данным переписи 2002 года, в деревне проживало 5 человек.
Национальный состав
Согласно результатам переписи 2002 года русские составляли 100 % населения деревни.